# 八塊庄

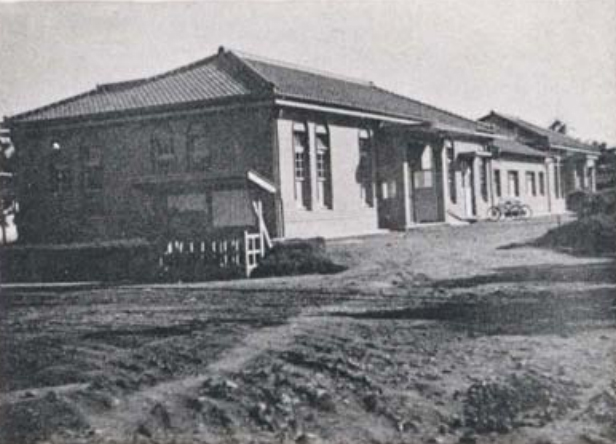
八塊庄役場

八塊庄為台灣日治時期1920年至1945年間存在之行政區，轄屬新竹州桃園郡。今桃園市八德區。

## 行政區劃
八塊庄在臺灣日治時期行政區劃的十二廳時期原屬新竹廳原屬桃澗堡下之八塊厝庄、霄裡庄、下庄仔庄、大湳庄、小大湳庄、茄苳溪。1920年10月，「八塊庄」改稱「八塊」，而上述6庄合併為八塊庄，轄域內分為八塊、霄裡、下庄子、大湳、小大湳、茄苳溪等6個大字。

## 教育
- 仁和公學校（1899年）→八塊厝公學校（1905年）→八塊公學校（1921年）→八塊國民學校（1941年）（今桃園市八德區八德國民小學）
- 八塊公校大湳分教場（1923年）→大湳公學校（1928年）→大湳國民學校（1941年）（今桃園市八德區大成國民小學）

## 設施
- 八塊庄役場
- 八塊信用購買販賣利用組合
- 霄裡淡水養殖試驗場（今霄裡國小附近）
- 土牛溝（位於八塊庄與大溪街邊界）[2]
- 八塊飛行場（今國防大學內）
- 八塊無線送信所